# Kruiskapel (Hemden)
De Kruiskapel was een vluchtkerk voor de katholieken van Aalten en Bredevoort tijdens de hoogtijdagen (1675 - 1821) van het calvinisme, toen het katholieke geloof niet meer uitgeoefend mocht worden. De kapel lag in het Duitse Hemden tweehonderd meter van de Nederlandse grens bij de gemeente Aalten.  

## Missiepost

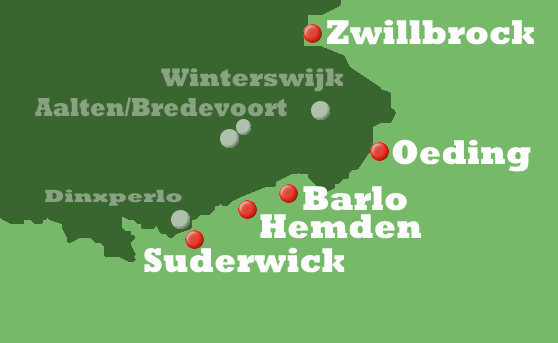
Tijdens de reformatie werden diverse missieposten langs de Nederlands-Duitse grens opgericht

De Kruiskapel in Hemden was oorspronkelijk een missiepost voor Nederlandse katholieken die hun geloof niet meer mochten uitvoeren. De bisschop van Münster, Von Galen, liet in 1675 op het goed Reyerding, tweehonderd meter van de grens, een kapel bouwen. Het was een achthoekige houten gebouw en werd het religieuze middelpunt voor de verbannen katholieken uit Aalten en Bredevoort. Volgens overlevering gingen de gelovigen in hun werkkleding en werktuigen naar de kapel, om te voorkomen dat ze zouden opvallen als kerkganger.

## Herstel in de Nederlanden
Vanaf 1798 kregen de Bredevoorters en vanaf 1799 de Aaltenaren weer het recht om in eigen land het Katholieke geloof in vrijheid te praktiseren. De Kruiskapelparochie werd steeds minder bezocht door Nederlanders en had omstreeks 1799-1804 slechts een paar Duitse gelovigen uitsluitend op de zon- en feestdagen. De Hemdener Kruiskapel die voor katholieken uit Aalten en Bredevoort was opgericht, had daarmee zijn eigenlijke doel en oorspronkelijke opdracht verloren. Op 16 juli 1821 riep paus Pius VII dan ook formeel de scheiding van de Nederlandse katholieken uit. Op verzoek van Barlo, die ingedeeld waren bij de parochie van Rhede en Bocholt, werd de Kruiskapel-parochie verhuisd naar Barlo.

## Sint Helenakerk
In 1823 begon men hier met de bouw van de Sint-Helenakerk, waarvoor gemakshalve het materiaal van de Kruiskapel werd gebruikt. Pater Kösters, de laatste pater van de Kruiskapel, werd daarmee tevens de eerste pater van de Sint Helenakerk en diende de kerkgemeente nog dertig jaren.

## Bron
- bocholt.de